# 中村健
中村 健（なかむら けん、1979年〈昭和54年〉4月25日 - ）は、日本の政治家。愛知県西尾市長（3期）。元西尾市議会議員（1期）。

## 来歴
愛知県西尾市駒場町に生まれ、同市つくしが丘で育った。西尾市立三和小学校、西尾市立東部中学校、愛知県立岡崎高等学校卒業。1年浪人後、大阪大学法学部に入学。2004年3月、同大学を卒業。2005年4月、西尾市役所に入所。西尾市民病院に配属される。2009年、商工課に異動。2011年4月から1年間、愛知県庁の観光コンベンション課に出向。自由民主党が設立した政治塾「愛知政治大学院」の第6期を修了。2012年6月、結婚。
2013年1月31日に西尾市役所を退職。同年5月26日に行われた西尾市議会議員選挙に立候補し、初当選した。同日、市議に就任。
2016年5月30日、PFIの手法を使った公共施設再配置事業を推し進める西尾市長の榊原康正は、特別目的会社「エリアプラン西尾」とPFI事業の仮契約を締結。同年6月27日、議会に提出された同事業の承認議案は至誠クラブ（6名中、5名）、公明党西尾市議団（2名）、日本共産党西尾市議団（1名）、西尾クラブの一部（5名中、2名）および無所属議員（1名）の計11名の反対を受けるも、賛成15名で可決される。至誠クラブ所属の中村は、公共施設の統廃合においてPFIが一つの選択肢であること自体は否定していなかったが、議案には反対した。

### 2017年西尾市長選挙
その後中村は、約198億円（当初は約327億円）の契約額の根拠、PFI事業の詳細、契約先の会社の概要等について情報の公開を拒む市の姿勢に不信をつのらせ、2017年4月19日、任期満了に伴う市長選挙に出馬する意向を表明した。
2017年6月18日、西尾市長選挙と西尾市議会議員選挙が告示される。市長選は中村と現職の榊原の一騎打ちとなった。自民系の前市議の候補者のうちPFI事業賛成派の10数人は榊原につき、残りの数人は中村についた。そして自民党衆議院議員の青山周平は中村を全面支援。一方、2014年の衆院選愛知12区で青山に競り勝った重徳和彦は告示前から榊原と二人で街頭に立ち、告示後も連日のように現職を応援。比例区民進党の中根康浩も榊原の応援演説で西尾入りしていることから、市長選挙は自民党と民進党の衆議院議員の代理戦争の様相を呈した。さらに西尾市選出の愛知県議会議員2名も帰属先がはっきりと分かれた。自民党の山田高生は中村を支援。元幡豆町長で、維新の党推薦を受けて前回選に初当選した渡辺靖は榊原陣営の選対本部長を務めた。連合愛知は榊原を支援。大村秀章知事はPFIの積極活用を進める立場から榊原を支援した。
投票は6月25日に行われ、榊原を破り初当選を果たした。7月5日、市長に就任。
※当日有権者数：134,066人 最終投票率：68.05%（前回比：3.05pts）
| 候補者名 | 年齢 | 所属党派 | 新旧別 | 得票数   | 得票率 | 推薦・支持 |
| -------- | ---- | -------- | ------ | -------- | ------ | ---------- |
| 中村健   | 38   | 無所属   | 新     | 58,351票 | 65.17% |            |
| 榊原康正 | 77   | 無所属   | 現     | 31,187票 | 34.83% |            |

### 2021年西尾市長選挙
告示日約1か月前の2021年5月11日、副市長の近藤芳英が、新型コロナウイルスワクチンの接種を巡り、スギ薬局創業者の杉浦広一会長と妻の昭子相談役の予約枠を優先確保するよう市の担当部署に指示していたことが、中日新聞の報道によって明らかとなった（後述）。近藤が中村に知らせず独断で処理したことを知った市職員の菅沼賢次は「このままの市政では西尾市が壊れてしまう」と、5月16日に市長選出馬を決断。市役所を退職し、5月25日、任期満了に伴う西尾市長選挙への立候補を表明した。6月13日、市長選挙と市議選が告示される。市長選は中村と菅沼の一騎打ちとなった。PFI事業の見直し問題の影響により、各党とも支援候補を決めなかった。市議選の保守系無所属候補の大半も市長選への態度を明確にしなかった。自民党の青山周平は中村を、立憲民主党の重徳和彦は菅沼を支援した。
6月18日夜、自身のフェイスブックに2種類の有料広告を出した。一つの広告は、自身のブログへのリンクを貼った形で「中村けん」の名や重点政策を紹介。もう一つの広告には、候補者名は表示しなかったが、1期4年の実績を強調する言葉を掲載した。公職選挙法152条1項は、選挙期間中に候補者名やそれが類推できる有料のネット広告を禁じている。中村は翌6月19日朝に陣営関係者に確認した際に当該規定を知り、すぐに広告を取り下げた。利用者への表示回数などに応じてフェイスブック側に支払った広告料は1,680円だった。6月20日の投開票の結果、菅沼を破り再選を果たした。
※当日有権者数：133,061人 最終投票率：65.97%（前回比：2.08pts）
| 候補者名 | 年齢 | 所属党派 | 新旧別 | 得票数   | 得票率 | 推薦・支持 |
| -------- | ---- | -------- | ------ | -------- | ------ | ---------- |
| 中村健   | 42   | 無所属   | 現     | 51,072票 | 59.69% |            |
| 菅沼賢次 | 55   | 無所属   | 新     | 34,495票 | 40.31% |            |

### 2025年西尾市長選挙
2025年6月18日投開票の西尾市長選で、自動車部品製造会社員の安達祐を破り3選。
※当日有権者数：132,118人 最終投票率：60.50%（前回比：5.47pts）
| 候補者名 | 年齢 | 所属党派 | 新旧別 | 得票数   | 得票率 | 推薦・支持 |
| -------- | ---- | -------- | ------ | -------- | ------ | ---------- |
| 中村健   | 46   | 無所属   | 現     | 68,781票 | 88.94% |            |
| 安達祐   | 48   | 無所属   | 新     | 8,556票  | 11.06% |            |

## 政策・人物
2017年

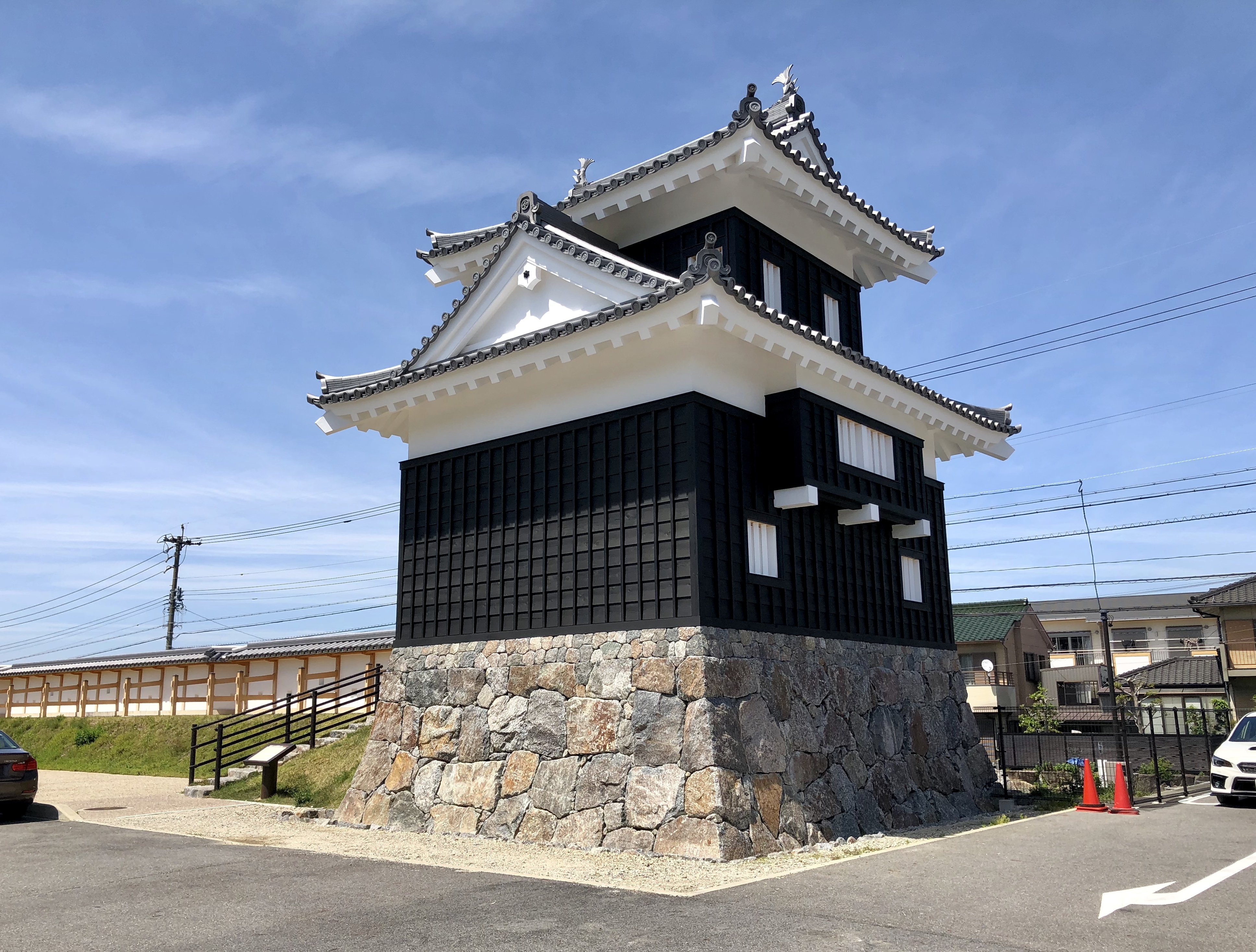
西尾市歴史公園に「二之丸丑寅櫓」と土塀を復元した（2020年6月26日完成）。

- 7月、旧一色町の生田地区に計画されている産業廃棄物最終処分場の建設について、「建設中止に向けて県や国へ積極的に要望を続ける」と市長就任の所信表明で述べた[32]。
- 8月10日、スイミングクラブなどを経営する会社が中心となった特別目的会社「エリアプラン西尾」に対し、小中学校の法定点検など3事業を除くPFIの全事業の中断を求めた[33][12]。
- 8月31日、公共施設再配置事業の中心となる資産経営戦略監を兼務していた増山信也副市長を解任した[34]。この人事を不服とする小島統市副市長は退職届を提出。中村に慰留されるも9月30日付で辞職した[35]。11月1日、市企画部長の長島幹城が副市長に就任するも、長島は2018年10月に文書で辞職を申し出た。退任時期は中村に一任している[36]。現在、西尾市の副市長は1名不在のままである[37]。

2018年
- 8月9日、市内の全小中学校36校と公立幼稚園3園の普通教室にエアコンを設置することを明らかにした。総事業費は約20億円の見通し[38]。

2019年
- 西尾市歴史公園に「二之丸丑寅櫓（うしとらやぐら）」を再建することを決定。2019年夏に着工。再建に必要な約2億1千万円は寄付金を充てる[39]。
- 2月13日、西尾合併10周年記念フルマラソンを2021年度に開催すると発表した。一般道路に42.195キロのフルマラソンコースを設定し、参加者5,000人規模の大会を目指す[40][41]。
- 2月26日、西尾市は市議会本会議において、LGBTなど性的少数者のカップルが婚姻に相当する関係にあると認める「パートナーシップ宣誓制度」の導入を予定していると発表[42]。中村は「市議の頃から問題意識を持っていた。性別や国籍、障害の有無に関係なく、市民が暮らしやすいと感じてもらえるまちづくりをしたい」と述べた[43]。同年9月1日から制度開始。愛知県内では初の導入となる[44][45]。そして同年10月から11月にかけて市は、性的少数者への理解を深めてもらうためのシンボルマーク「西尾市ALLY」を公募。2020年2月、選ばれたデザインが公表された[46]。
- 中村によって副市長を解任された増山信也は2019年2月15日、任期満了に伴う県議選・西尾市選挙区（定数2）に立候補する意向を表明[47]。後援会の会長には、中村に反発して副市長を辞職した小島統市を据えた[48]。中村は自民現職の山田高生を支援し、自ら知人に電話をかけて山田への支持を呼びかけるほどであった[49]。4月の県議選では山田と現職の渡辺靖がともに再選を果たした。
- 4月1日、佐久島にある西尾市立佐久島小学校と西尾市立佐久島中学校を統合して「西尾市立佐久島しおさい学校」を設置した[50]。
- 11月から午後6時以降の公務を控える育休に入った。期間は2か月間[51]。自治体の首長など特別職には育児休業に関する規定が原則ないが、夕方以降を継続的な休暇とみなし、実質的な「育休」とする。中村は同年9月6日に次男が生まれており、「男性職員の育休取得率の向上につなげたい」と説明する[52][53]。

2020年
- 3月31日、長島幹城が副市長を退任。
- 4月1日、長島の後任として、前総合政策部長の近藤芳英が副市長に就任[54]。
- 4月23日、新型コロナウイルス感染症拡大を受けた緊急対策を発表した。水道料金の6か月間の基本使用料無料化や、雇用調整助成金の上乗せ補助などで事業規模は約9億円。また、県の休業要請協力金の対象外となる旅館やホテルに1か所当たり25万円を支給する。吉良温泉観光組合には入湯税の約50％、460万円を支給[55][56]。そしてPayPayと連携し、独自に10％分のポイント還元を市内の飲食店で実施すると明らかにした[57]。
- 5月1日、新型コロナウイルス緊急対策第2弾として、自身の5月分の給与を全額カットするとともに副市長、教育長の5月分の給与を20％減額すると発表した[58][59]。また、解雇で社宅や寮から退去を余儀なくされている人への市営住宅の提供（最大6カ月）と、条件に該当する児童・生徒約1,000人への給食費の特別支給も発表した[58]。
- 5月19日、新型コロナウイルス緊急対策第3弾を発表した。中小企業事業者に向けた、家賃などの80％（上限15万円）を補助する「事業継続応援家賃補助金」に約2億円。マスク9万枚やペーパータオル20万枚など備品の購入費に約1,210万円。市内小中学校および佐久島しおさい学校に通う児童生徒1万5,200人に一人当たり3,000円分の図書カードを配布する事業に約4,600万円。オンラインなどを導入した学習教室への50％（上限20万円）の経費補助に約5,000万円。事業費見込み総額は3億5,915万円。既に発表した対策と合わせると総額14億9,000万円（市単独で12億8,000万円）に上る[60][61]。
- 6月23日、新型コロナウイルス緊急対策第4弾を発表した。市内のタクシー会社への補助、夏休みが短縮される小中学生の熱中症対策などで、事業費は計約1億5,000万円[62]。
- 7月11日、西尾市歴史公園で再現をすすめてきた「二之丸丑寅櫓（うしとらやぐら）」と土塀が完成・オープンした[63]。
- 12月18日、自民系会派「市民クラブ」の17人の市議のうち14人と青山周平衆議院議員の秘書が、同会派幹事長の石川伸一が経営する旅館で飲酒やコンパニオン3人を伴う懇親会を開いた。この懇親会に青山とともに参加、挨拶だけして退室した[64][65]。同年12月22日、会見を開き、自身の行いを陳謝した[65]。

2021年
- 4月13日、「西尾市シティプロモーション特命大使」を創設。演歌歌手の葵かを里、陸上競技選手の糟谷悟、スギホールディングス相談役の杉浦昭子ら13の個人・団体に委嘱した[66]。
- 5月6日、新型コロナウイルスワクチンの接種につき、65歳以上の市民の予約受付を開始。
- 5月10日、中日新聞は近藤芳英副市長を取材。ワクチンの接種を巡り、近藤が、スギ薬局を展開する「スギホールディングス」の創業者で西尾市在住の杉浦広一会長と、妻の昭子相談役の予約枠を優先確保するよう、市の担当部署に指示していたことが明らかとなった。同日、近藤は杉浦夫妻の予約取り消しを決断し、スギホールディングスに伝えると、杉浦夫妻は集団接種会場に向かう移動中だった[23][67]。
- 5月11日、中日新聞は上記事実を報道。報道によれば、4月初旬、スギホールディングスの秘書が市健康課に「夫妻がいち早くワクチンを打てないか」と3回ほど相談。近藤にも同秘書から3、4回ほど要請があり、断ると秘書はまた電話をしつこくかけたという。同月中旬、健康課を統括する簗瀬貴央健康福祉部長から相談を受けた近藤は「何とかならないのか」と指示。近藤らは、杉浦夫妻の分につき、5月6日に市健康課へ直接電話すれば予約が完了するように便宜を図ったという。
- 同日、中村、近藤、簗瀬は記者会見を開き、中村は「公平性を欠き、市民の信用を著しく損ねてしまい、心からおわびする」と謝罪した[68]。近藤は「この問題に関しては、私の責任で対処すべきだと思った」と述べ、中村に事実を伝えなかったと明かした[67]。
- 5月28日、中村は、スギホールディングス会長夫妻に便宜を図った問題の責任を取って給与1カ月分（110万7,700円）を全額カットする方針を明らかにした。記者会見で「知らなかったとはいえ、トップとしての責任は免れない」と陳謝。給与カットを実施する時期については、近藤副市長らへの処分とそろえるとした[69]。
- 7月2日、市は、中村の8月分の給与全額（110万7,700円）と、近藤の8～9月の給与全額と地域手当（計約173万円）をカットすると発表した[70]。
- 8月24日、国土交通省は、ICTなどの新技術の離島地域への実装を図る「スマートアイランド推進実証調査」の募集を行った結果、全国9地区を選定した[71]。西尾市の佐久島もその一つに選ばれ、市は名古屋市中区のベンチャー企業と組み「佐久島スマートアイランド協議会」を設立した。同協議会は11月18日、佐久島で1人乗り電動カートを使った自動運転の実証実験を始めた。2025年頃の実用化を目指す[72]。

2022年
- 8月22日、市は、中村が新型コロナウイルスに感染したと発表した。市によれば軽症で、濃厚接触者となった19日から自宅待機していた[73]。